# Pöide
Pöide (en estonien : Pöide vald) était une municipalité rurale du Comté de Saare en Estonie. Elle s'étendait sur 123,6 km2. 
Sa population était de 856 habitants(01.01.2012). En octobre 2017, Pöide a fusionné avec la commune de Saaremaa. 

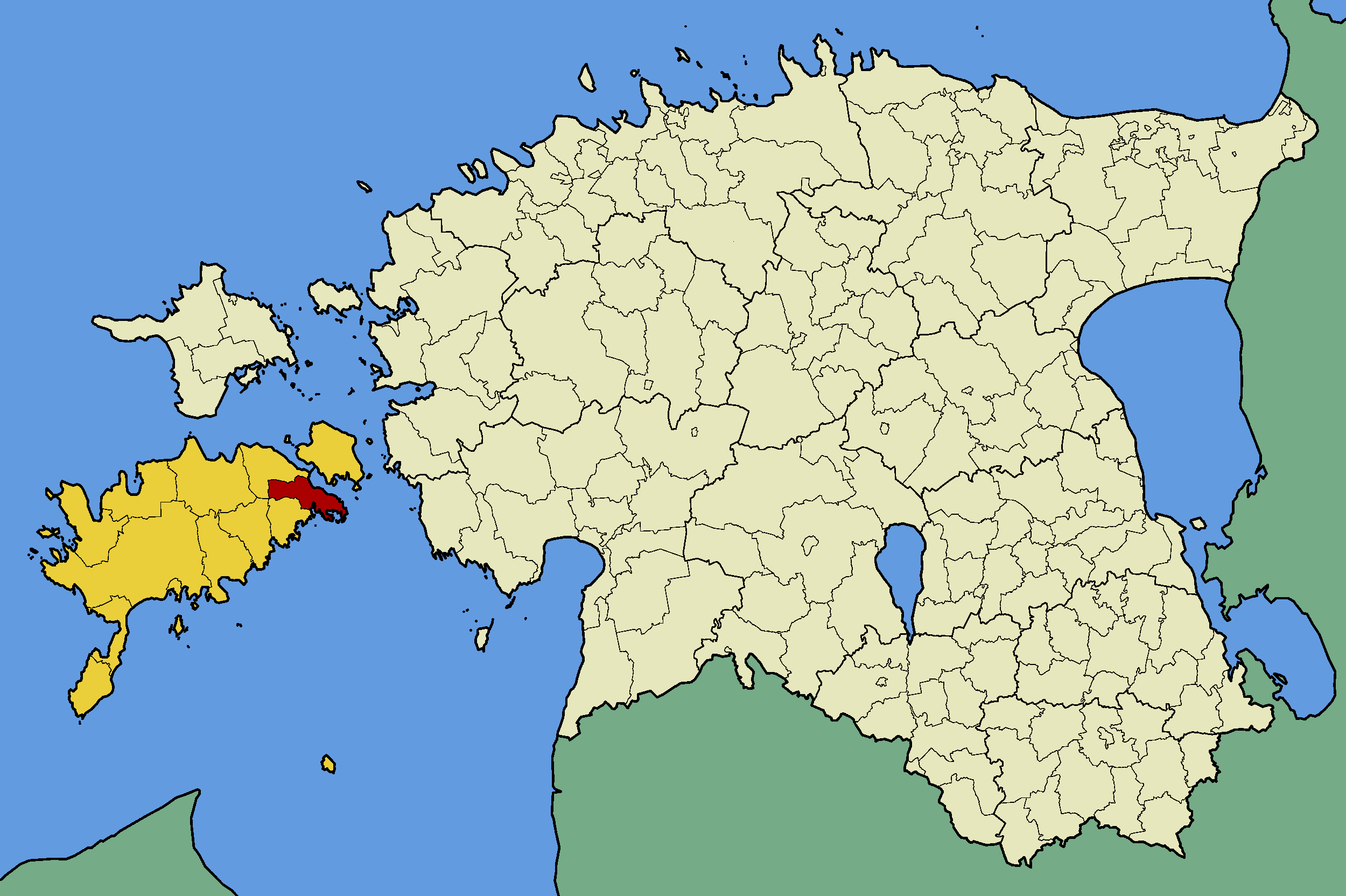
Commune de Pöide (en rouge) dans le Comté de Saare (en jaune).

## Municipalité
La commune comprenait les villages:

### Villages
Ardla, Are, Iruste, Kahutsi, Kakuna, Kanissaare, Keskvere, Koigi,  Kõrkvere, Kärneri, Kübassaare, Leisi, Levala, Metsara, Mui, Muraja, Neemi, Nenu, Oti, Puka, Pöide, Reina, Sundimetsa, Talila, Tornimäe, Ula, Unguma, Uuemõisa, Veere, Välta